# Eusebio Cano Pinto
Eusebio Cano Pinto (La Aldea del Puente, 17 de agosto de 1940-Madrid, 21 de septiembre de 2020) fue un periodista, escritor y político español.

## Biografía
Licenciado en Ciencias de la Información por la Universidad Complutense de Madrid, en Filosofía y Letras por la Universidad de Salamanca y diplomado superior en la École des Hautes Études en Sciences Sociales de París. Establecido en Extremadura a su regreso de Francia, trabajó como redactor en el Diario de Cáceres. Miembro del Partido Socialista Obrero Español (PSOE), fue secretario general de la Federación Provincial del PSOE de Cáceres al inicio del periodo democrático. Diputado en el Congreso por el PSOE en la circunscripción de Cáceres en las elecciones generales de 1979, renovó escaño en las elecciones de 1982. Como parlamentario, fue secretario segundo de la Comisión de Cultura. Participó en la redacción del Estatuto de Autonomía de Extremadura y formó parte del órgano preautonómico de la Junta de Extremadura. Fue elegido diputado al Parlamento Europeo en las elecciones de 1987 y de 1989, mandato este último en el que fue vicepresidente de la Comisión de Relaciones Económicas Exteriores de la cámara. 

## Obras
- El Carnaval de Estrasburgo (2002) ISBN 9788476716700.
- Crónica de mi propia muerte (2003) ISBN 9788460766179
- La clínica (2007) ISBN 9788476719602